# Causus maculatus
Causus maculatus es una víbora venenosa que habita principalmente en el oeste y  Centro de África. (2) No se conoce subespecies de esta especie. (3) ntre sus nombres comunes se encuentran "forest rhombic night adder" (víbora romboidea nocturna del bosque), (2) "West African night adder" (víbora nocturna del oeste de África) (2) (4) y "spotted night adder" (víbora nocturna manchada). (5)  

## Descripción
Estas víboras son pequeñas y robustas, con una longitud promedio de 30 a 60 cm, pudiendo alcanzar hasta los 70 cm o más. (4)
Tienen un hocico romo con escamas redondeadas en la parte frontal. El anillo que rodea la órbita ocular está compuesto por 2 a 3 preoculares, 1 o 2 postoculares y 1 o 2 suboculares. Presentan seis supralabiales y 9 o 10 sublabiales, con 2 o 3 escamas temporales.
En el centro del cuerpo, Causus maculatus posee entre 17 y 18 filas de escamas dorsales. Las hembras tienen entre 118 y 137 escamas ventrales, mientras que los machos tienen de 124 a 144. El número de escamas subcaudales varía de 14 a 23 en las hembras y de 15 a 26 en los machos. En esta especie, el número de escamas ventrales aumenta en los individuos del sur y este, y disminuye en aquellos del norte y oeste. Este diagnóstico se basa en la evaluación de Hughes (1977).
Spawls y Branch (1995) tienen una opinión diferente respecto al número de escamas de esta víbora. Según ellos, posee entre 17 y 22 filas de escamas dorsales, que parecen ser blandas y dúctiles. Las hembras tienen entre 124 y 151 escamas ventrales, mientras que los machos tienen entre 118 y 154. Los individuos de Uganda y Etiopía presentan un mayor número de escamas. (4)  
El patrón de color de Causus maculatus varía entre marrón tierra, ocasionalmente grisáceo, verde oliva o verde claro, con manchas marrón oscuro hacia atrás. Estas manchas son menos visibles en la parte delantera del cuerpo. Los flancos están salpicados de escamas negras. El patrón dorsal es altamente variable; algunos individuos, especialmente los de regiones más áridas, pueden carecer de un patrón característico, lo que los hace particularmente difíciles de identificar. (4) Los ejemplares de la República Democrática del Congo suelen ser de color marrón uniforme. (2) El vientre puede ser blanco, crema o gris rosado, con escamas de un solo color, aunque a veces estas varían en tono, lo que da al vientre una apariencia rayada. (4) La cabeza típicamente muestra una marca distintiva en forma de V, que puede ser completamente negra en individuos jóvenes y marrón con contorno negro en adultos. A veces se presenta una línea oscura y corta que se extiende hacia atrás desde la parte posterior del ojo. (4)

## Alcance geográfico
Se distribuyen desde Mauritania y el este de Senegal hasta el oeste de Etiopía, y desde el sur de la República Democrática del Congo hasta el norte de Angola. Localmente se les encuentra bajo la categoría de "Liberia, Western Africa". (1)
Mallow et al. (2003) generalmente citan a Spawls and Branch (1995), considerando que se extienden por el oeste y el centro de África, desde el este de Senegal a Chad, desde el sur de la R. D. del Congo al noreste y el sureste de Sudán. También se encuentran en ríos y tierras bajas del suroeste de Etiopía y desde el suroeste hasta el norte de Angola y en la R. D. del Congo. (2)

## Hábitat
Habitan una amplia variedad de hábitats que incluyen bosques, sabanas e incluso zonas semidesérticas, siendo comunes en estas áreas. (4)

## Comportamiento
Son serpientes terrestres que ocasionalmente trepan por los árboles en busca de ranas, su principal fuente de alimento. Aunque son relativamente lentas, pueden lanzar un ataque rápido. Son activas tanto de día como de noche y, ocasionalmente, se exponen al sol. Durante la época de lluvias, entre marzo y octubre, son más activas debido a la mayor abundancia de presas, mientras que en la estación seca su actividad disminuye. (4)  

## Alimentación
Su dieta se compone principalmente de ranas y sapos. (4)

## Reproducción
Son ovíparas, depositando de 6 a 20 huevos entre febrero y abril. Los huevos eclosionan entre mayo y julio. (4)

## Veneno
La mordedura de Causus maculatus causa efectos leves que incluyen dolor, hinchazón moderada, linfadenitis y fiebre leve. No se han reportado casos graves ni necrosis significativa como resultado de sus mordeduras. Los síntomas suelen desaparecer en dos o tres días, sin necesidad de antídotos conocidos. (4)  

## Taxonomía
Anteriormente considerada una subespecie de Causus rhombeatus, ha sido reconocida ahora como una especie separada. (2)

## Ver
- Causinae nombre común
- Causinae sinónimo taxonómico
- Mordedura de serpiente

## Otras lecturas
Hughes B. 1977. Latitudinal clines and ecogeography of the West African night adder, Causus maculatus (Hallowell, 1842). Bull de l'Institut Fondamental d'Afrique Noire 39:359-84.